# Lleret
Lleret és un poble del terme municipal de Lladorre, a la comarca del Pallars Sobirà.
Està situat a ponent de Lladorre, bastant per damunt seu (uns 450 metres). Disten en línia recta 1,2 quilòmetres i, en canvi, per carretera, tres vegades més: 4,5 km. Estava al peu del camí que unia la Vall de Cardós amb el Vallat d'Estaon. És a prop de l'extrem sud-oest del terme municipal, a la dreta del Torrent de Blasi, a migdia del Serrat de Jou.
El poble, constituït per poc més d'una quinzena de cases, té l'església parroquial de Sant Corneli i Sant Cebrià. A ponent, més enlairat que el poble, hi ha el Cortal de Blasi, i per dessota i a llevant, a mig camí de Lladorre, la Borda de Blasi.

## Etimologia
Lleret és, segons Joan Coromines, un topònim romànic procedent del mot llatí aceretum (bosc d'aurons), amb l'article aglutinat: l'aseret > laseret > llaseret > llaeret > lleret.

## Geografia
El poble de Lleret està situat en una ampla carena que és un contrafort oriental de la serreta del Coll de Lleret, que separa la vall principal de Cardós del Vallat d'Estaon, quasi al límit del Parc Natural de l'Alt Pirineu. És un poble petit, amb poc més de quinze cases, que forma un sol carrer dividit en dos trams amb una placeta al bell mig, davant de l'església parroquial de Sant Corneli i Sant Cebrià.

### Les cases del poble[2]
| - Casa Arnaldich - Casa Blasi - Casa Cabaler - Casa Terrassó | - Casa Fonte - Casa Isidro - Casa Janantoni | - Casa Llop - Casa Perot - Casa Poblador | - Casa Rabassó - La Rectoria - Casa Sant | - Casa Serrador - Casa Tamborí |

## Història

### Edat moderna
En el fogatge del 1553, Leret declara 1 foc eclesiàstic i 4 de laics, uns 40 habitants.

### Edat contemporània
Pascual Madoz dedica un article del seu Diccionario geográfico... a Lleret. Hi diu que és una localitat amb ajuntament situada damunt d'un turó, amb molta ventilació. El clima hi és fred, més que en cap dels pobles veïns. Tenia en aquell moment 9 cases i l'església parroquial de Sant Corneli i Sant Cebrià, i al costat de les cases hi ha una font coberta amb aigua d'excel·lent qualitat, que abasteix els veïns del poble. El territori és muntanyós, arenisc i pedregós, amb muntanyes properes al poble, però despoblades d'arbres. S'hi produïa sègol, herbes de pastura i prunes, única fruita que s'hi coneix. S'hi criava vacum, ovelles i cabres. Hi havia una molta caça de perdius i d'isards. Comptava amb 17 veïns (caps de casa) i 101 ànimes (habitants).